# The Ballad of John and Yoko
"The Ballad of John and Yoko" é uma canção composta por John Lennon, creditada a Lennon–McCartney, e lançada pela banda britânica The Beatles como single em maio de 1969. A canção, que narra eventos associados ao casamento de Lennon com Yoko Ono, foi o 17.º e último single número um dos Beatles no Reino Unido até o lançamento de "Now and Then", em 2023.

## Composição
De autoria de Lennon, durante sua lua de mel em Paris, conta os eventos de seu casamento, em março de 1969, com Ono, e suas atividades de lua de mel realizadas publicamente, incluindo o "Bed-in" no Amsterdam Hilton Hotel e suas demonstrações de "bagism".
Lennon levou a música para a casa de McCartney em 14 de abril de 1969, antes de gravá-la naquela noite. Recordando a polêmica gerada pelo comentário "mais populares que Jesus" em 1966, McCartney ficou alarmado com as referências a 'Cristo' na nova música, mas concordou em ajudar Lennon. Ono disse mais tarde: "Paul sabia que as pessoas estavam sendo desagradáveis com John e que ele só queria melhorar as coisas para si. Paul teve um lado muito fraterno com John."

## Gravação
A música foi gravada sem George Harrison (que estava de férias) e Ringo Starr (que estava filmando The Magic Christian). Na biografia de Barry Miles, McCartney lembra que Lennon teve uma inspiração repentina para a música e sugeriu que os dois gravassem imediatamente, sem esperar que os outros Beatles retornassem. Refletindo essa situação um tanto incomum, as gravações da sessão incluem o seguinte diálogo:
Lennon (na guitarra): "Um pouco mais rápido, Ringo!"
McCartney (na bateria): "OK, George!"
A sessão marcou o retorno de Geoff Emerick como engenheiro de gravação dos Beatles depois que ele deixou de trabalhar com o grupo durante as tensas sessões do Álbum Branco, nove meses antes. Comentando no livro Beatles Anthology, Harrison disse: "Eu não me importo de não estar na gravação, porque não era da minha conta ... Se tivesse sido 'The Ballad of John, George and Yoko', então eu estaria nela."

## Lançamento

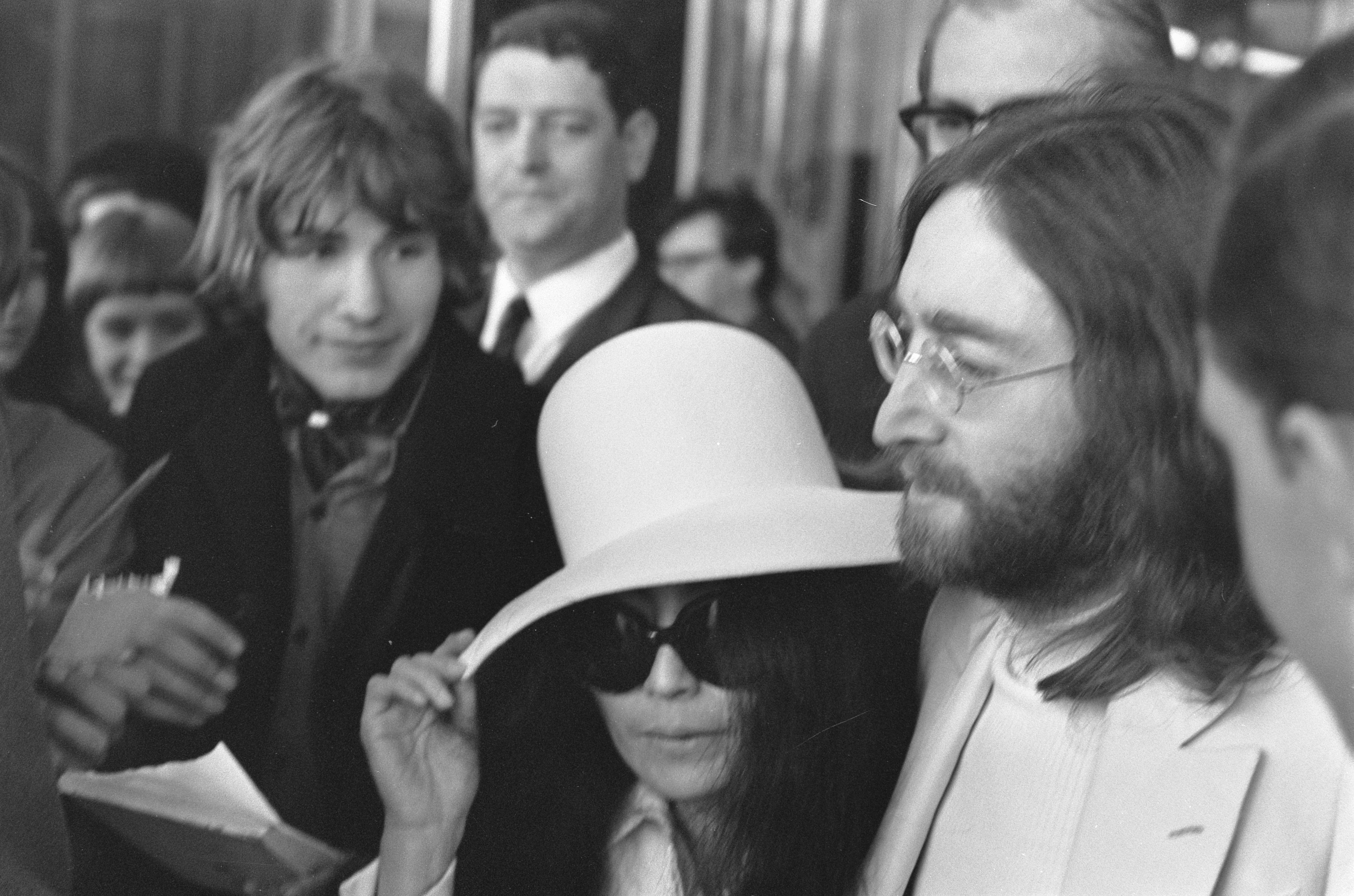
Ono e Lennon deixando Amsterdã em março de 1969

Junto de "Old Brown Shoe" de Harrison, o single foi lançado no Reino Unido em 30 de maio de 1969. Lennon e Ono estavam realizando um segundo Bed-in no Queen Elizabeth Hotel em Montreal na época. O lançamento nos Estados Unidos ocorreu em 4 de junho.
No Reino Unido e na Europa, foi o primeiro single dos Beatles a ser lançado em estéreo. Foi, portanto, o primeiro lançamento que não recebeu uma mistura mono.

## Recepção
Várias estações de rádio dos EUA se recusaram a transmitir a canção por conta do que consideraram um uso blasfemo das palavras "Cristo" e "crucificar" no refrão:

Christ you know it ain’t easy
You know how hard it can be
The way things are going
They’re gonna crucify me
Em 2012, foi classificada como a 404ª melhor música de rock clássico de todos os tempos pela Q104.3 de Nova Iorque.
O governo espanhol de Franco objetou a música por causa de sua declaração: "Peter Brown ligou para dizer: 'Você pode fazer tudo certo, você pode se casar em Gibraltar, perto da Espanha'". O status de Gibraltar é um assunto de debates de longa data entre a Espanha e o Reino Unido.
O single tornou-se o 17.º e último número 1 dos Beatles no Reino Unido durante 54 anos, até que "Now and Then" alcançasse essa posição em 2023; alcançou o 8.º lugar nos EUA.

## Créditos
De acordo com Ian MacDonald e Mark Lewisohn:
- John Lennon – vocal, guitarra, violão, percussão
- Paul McCartney – vocal de apoio, baixo, bateria, piano, maracas

## Posição nas paradas musicais
| Parada (1969)                                  | Melhor posição |
| ---------------------------------------------- | -------------- |
| Austrália (Kent Music Report)                  | 1              |
| Áustria (Ö3 Austria Top 75)                    | 1              |
| Bélgica (Ultratop 50 de Flandres)              | 1              |
| Irlanda (IRMA)                                 | 1              |
| Países Baixos (Single Top 100)                 | 1              |
| Nova Zelândia (Listener)                       | 2              |
| Noruega (VG-lista)                             | 1              |
| Suécia Kvällstoppen Chart                      | 2              |
| Suíça (Schweizer Hitparade)                    | 1              |
| Reino Unido (UK Singles Chart)                 | 1              |
| Estados Unidos (Billboard Hot 100)             | 8              |
| US Cash Box Top 100                            | 10             |
| Alemanha Ocidental Media Control Singles Chart | 1              |

## Certificações
| Região                | Certificação | Vendas     |
| --------------------- | ------------ | ---------- |
| Estados Unidos (RIAA) | Ouro         | 1,000,000^ |